# Argentada comuna
L'argentada comuna (Argynnis paphia) és una espècie de lepidòpter papilionoïdeu de la família dels nimfàlids (Nymphalidae) present als Països Catalans.

## Distribució
Es troba a Europa, Algèria i Àsia temperada fins Sakhà. A la península Ibèrica habita al nord i est, amb poblacions a la Serra de Cazorla i Serra de Segura.

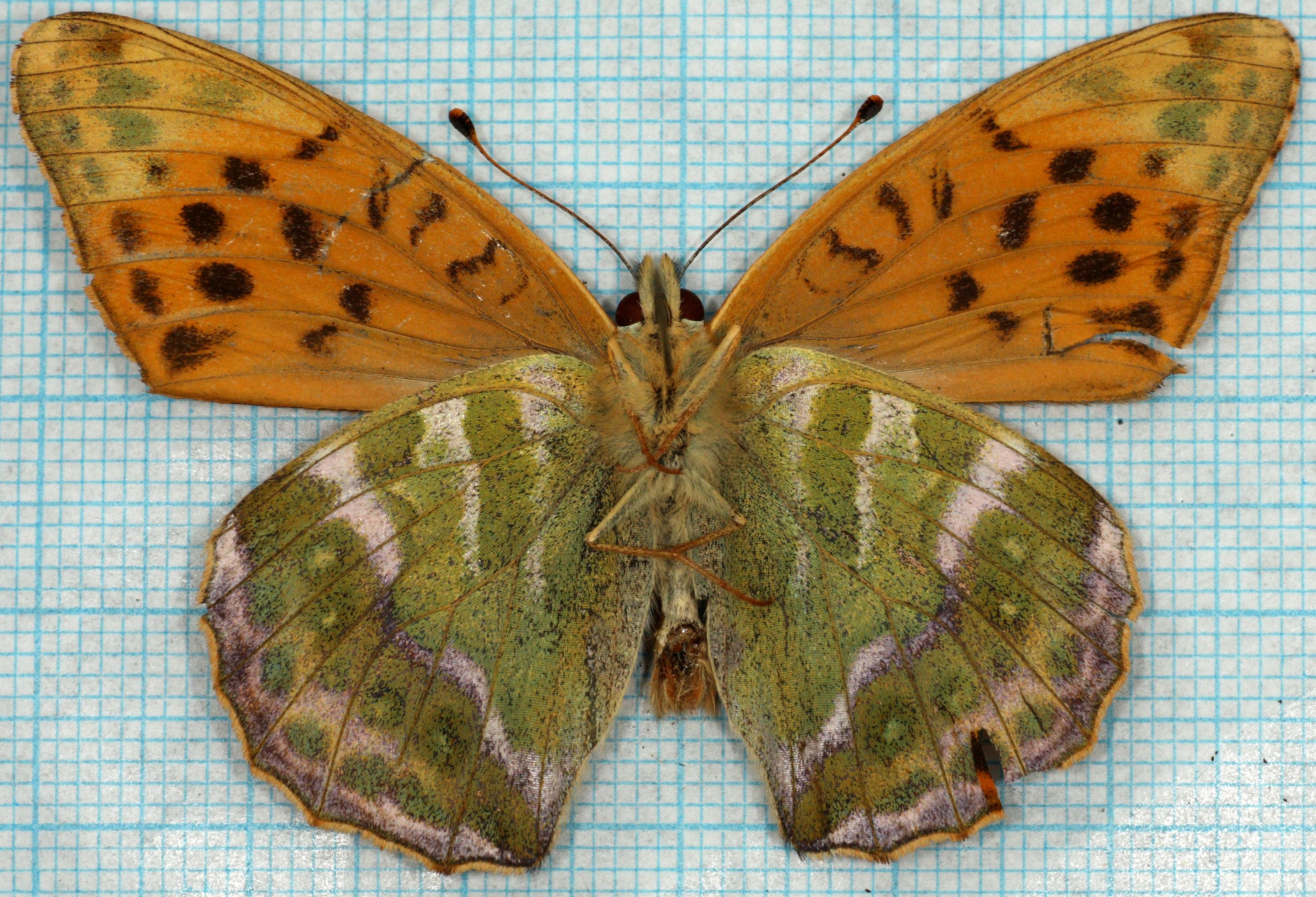

## Hàbitat
Clars de boscos assolellats amb marges arbustius, normalment amb esbarzers i plantes riques amb nèctar. L'eruga s'alimenta de plantes del gènere Viola.

## Període de vol i hibernació
Una generació a l'any entre finals de maig i setembre, segons la localitat. Hiberna com a larva acabada de néixer.